# Toyota Prius C concept
Toyota Prius c Concept — це гібридний концепт-кар від Toyota.

## Огляд
Буква «c» у «Prius c» означає «міський» автомобіль, оскільки він набагато менший за звичайний Prius і призначений для молодих покупців без сім'ї, яким не потрібно багато місця".
Автомобіль під назвою Toyota Aqua був випущений в Японії в грудні 2011 року.  Продажі Prius c на кількох азійських ринках почалися в січні 2012 року. Prius c був випущений у США та Канаді в березні 2012 р.  Продажі в Австралії та Новій Зеландії почалися у квітні 2012 р.